# Mindrölling-Kloster
| Tibetische Bezeichnung                                                  |
| ----------------------------------------------------------------------- |
| Tibetische Schrift: སྨིན་གྲོལ་གླིང།; ཨོ་རྒྱན་སྨིན་གྲོལ་གླིང་                           |
| Wylie-Transliteration: smin grol gling dgon pa; o rgyan smin grol gling |
| Offizielle Transkription der VRCh: Minzholing (Minzhoiling)             |
| THDL-Transkription: Mindrölling                                         |
| Andere Schreibweisen: Mindroling, Mindröling, Mindrolling               |
| Chinesische Bezeichnung                                                 |
| Traditionell: 敏珠林寺                                                  |
| Vereinfacht: 敏珠林寺                                                   |
| Pinyin:Mǐnzhūlín Sì                                                     |

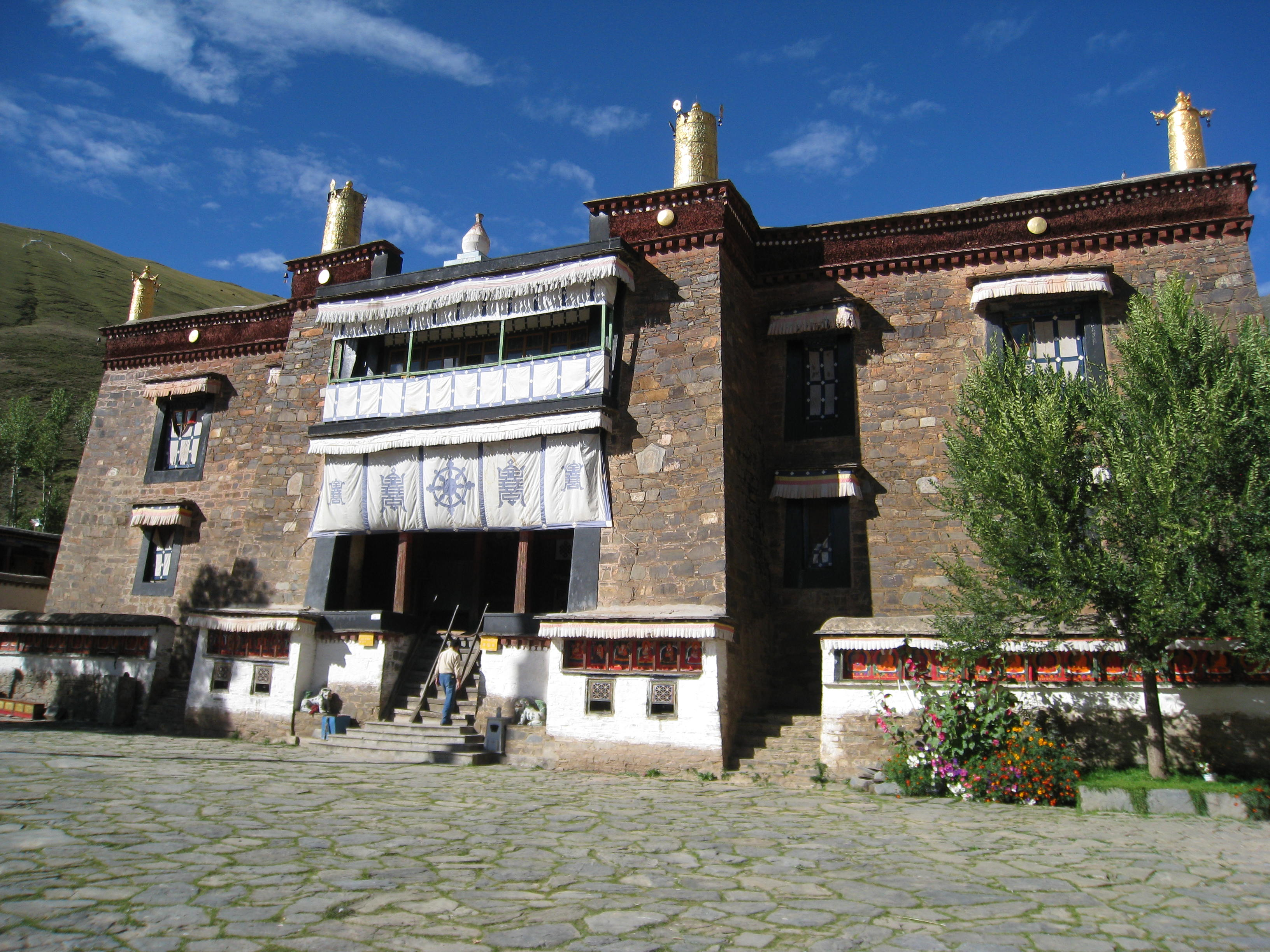
Mindrölling-Kloster in Tibet

Das Kloster Mindrölling (tib. smin grol gling) oder Orgyen Mindrölling (tib. o rgyan smin grol gling) ist das größte Nyingma-Kloster in Zentraltibet. Es ist das Gründungskloster der Mindrölling-Tradition, einer Unterschule der Nyingma-Schule des tibetischen Buddhismus.
Es liegt im Kreis Zhanang (Dranang) im Regierungsbezirk Shannan in Tibet. Das Kloster wurde 1676 von dem Terdag Lingpa Gyurme Dorje (tib.: gter bdag gling pa 'gyur med rdo rje; 1646–1714),
dem Lehrer des 5. Dalai Lama Ngawang Lobsang Gyatsho und 1. Minling Trichen Linienhalter, gegründet.

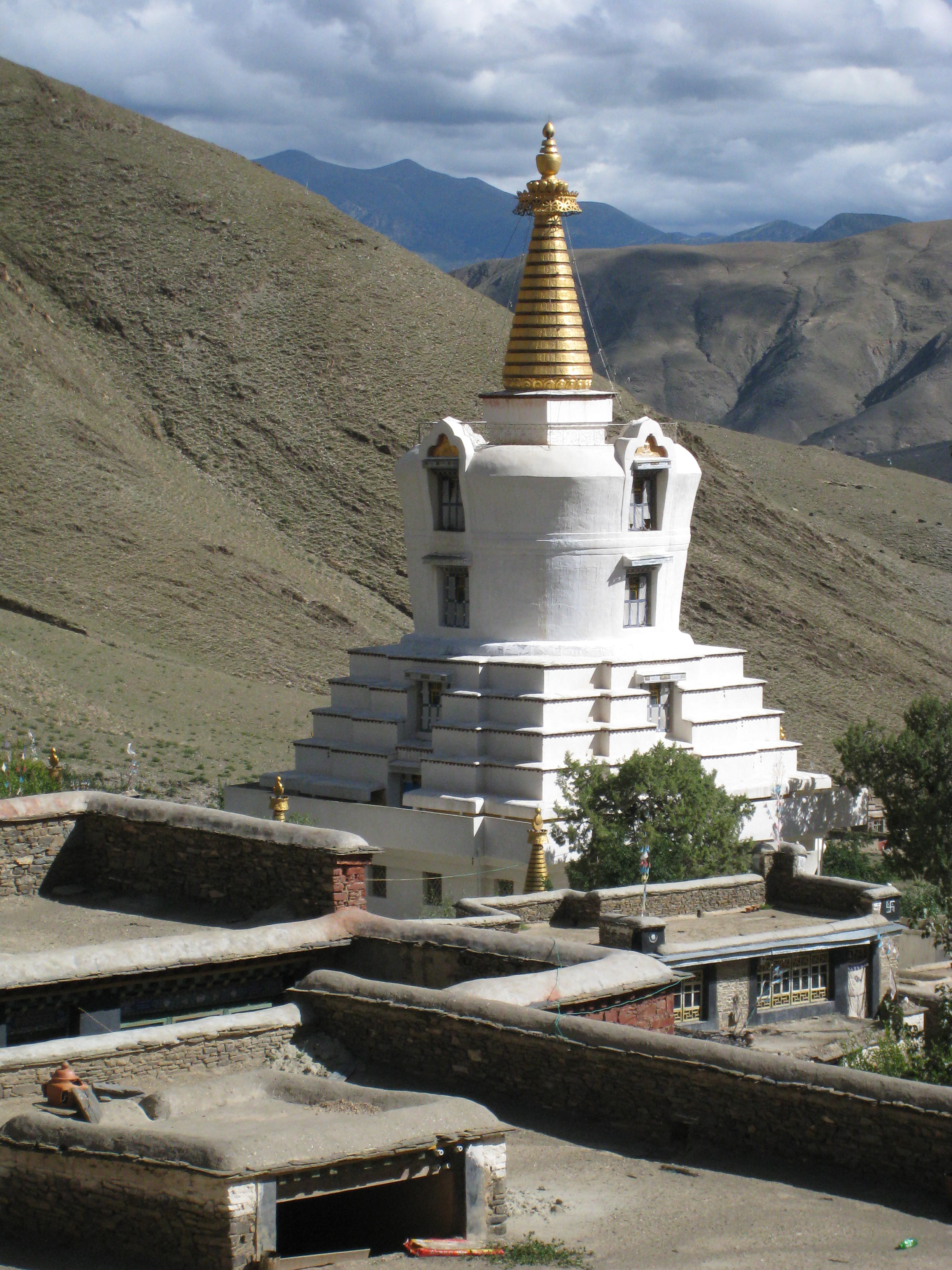
Stupa auf dem Gelände des Mindrölling-Klosters

Das Kloster geht auf eine ältere sakrale Stätte vom Ende des 10. Jahrhunderts zurück. Während der Dsungareneinfälle in Tibet im 18. Jahrhundert wurde es zerstört, später von den Chinesen. Es wurde wieder aufgebaut.
Der 12. Minling Thrichen Rinpoche (smin gling khri chen rin po che) (Thronhalter des Klosters) Künsang Wanggyel (tib kun bzang dbang rgyal); 1930–2008 lebte im Exil in einem Zweigkloster in Dehradun, Indien.
Der Buddhologe John Powers weist darauf hin, dass das Kloster stark mit der Übertragung und Ausbreitung der "Früheren und Späteren Schätze" (gter kha gong 'og) verbunden ist:

„Many of the lineages of Nyingma are based on particular terma. For instance, Mindroling Monastery in central Tibet is strongly associated with the transmission and propagation of the “upper and lower treasures” discovered by Nyang Rel Nyima Öser and Chögi Wangchuk. Dorjé Drak Monastery in central Tibet (founded by Rikdzin Ngagi Ongpo [...]) is particularly associated with the terma teachings known as the “northern treasures.”“

Die beiden wichtigsten Linienhalter des Mindrölling-Klosters sind Minling Thrichen und Minling Khenchen. Das Kloster brachte viele Nebenklöster hervor.
Das Mindrölling-Kloster in Zhanang steht seit 2006 auf der Liste der Denkmäler der Volksrepublik China (6-765).